# Tounatea
Tounatea là một chi thực vật có hoa trong họ Đậu.